# (10248) Fichtelgebirge
(10248) Fichtelgebirge (7639 P-L) – planetoida z pasa głównego asteroid okrążająca Słońce w ciągu 4,14 lat w średniej odległości 2,58 j.a. Odkryta 17 października 1960 roku.